# علي الحجار
علي إبراهيم علي الحجار (4 أبريل 1954 -) مغني وممثل تلفزيوني وملحن مصري. تزوج من الممثلة مشيرة اسماعيل الا انه انفصل عنها و قد انجب منها فتاة اطلقوا عليها مشيرة علي الحجار.

## نشأته
ولد علي إبراهيم الحجار في الرابع من أبريل عام 1954، بحي إمبابة، فور تخطي على الحجار الثانوية العامة قدم أوراقه لكلية التجارة انصياعاً لطلب أبيه إبراهيم الحجار الذي كان يخشى على ولده من العمل بالوسط الفنى. ثم التحق بكلية الفنون الجميلة وتخرج منها عام 1979. وكان أثناء دراسته قد التحق هو وأخوه أحمد بفرقة التخت العربي لإحياء التراث.
التقى مع بليغ حمدي الذي شاهده يغنى في حلقة من حلقات برنامج الموسيقى العربية الذي تقدمه رتيبة الحفنى، ليبعث في طلبه ثم ظل يتدرب معه حوالى سنتين حتى اختار له (بليغ حمدى) كلمات الشاعر الغنائي الكبير (عبد الرحيم منصور) أغنية (على قد ماحبينا) لتكون البداية التي قدمه بها للجمهور في حفل ليلة رأس السنة عام 1977 ثم كان الألبوم الأول الذي تضمن أربع أغنيات كتب عبد الرحيم منصور ثلاثة منها وكتب بليغ حمدي بنفسه أغنية رابعة بعنوان «قالت» تحت اسمه المستعار كشاعر وهو (ابن النيل).
غنى علي الحجار من الحان الملحن الكردي هلكوت زاهر أغنية باسم رجعنا لبعضينا من كلمات هاني الصغير وشاركت فيها المطربة الكردية ليلى فريقي كانت من اقوى ديو مشترك عربي وكردي يعتبر علي الحجار أول مطرب عربي ومصري شارك في ديو مشترك مع مطربة كردية وأول مطرب عربي غنى من ألحان الملحن الكردي هلكوت زاهر وحققت نجاحا في كردستان.

## الأعمال

### الألبومات
- من أهمها ألبوم «محتاجلك» الذي أصدره الفنان علي الحجار في سنة 1979. ثم أعيد إصدار هذا الألبوم بعد ذلك ثلاث مرات أخرى بأسماء مختلفة. الأولى كانت سنة 1985 وكان بعنوان «ولد وبنت» والمرة الثانية كانت سنة 1989 وكان الألبوم بعنوان «نادني» والمرة الثالثة كانت سنة 1995 والألبوم كان بعنوان «بحب أعيش».[3]
- أعذرينى 1981
- 1982، ألبوم «الأحلام»
- 1983، ألبوم «متصدقيش».
- 1983، الأيام، من تأليف سيد حجاب والألحان للموسيقار عمار الشريعي.
- 1985، ألبوم «مبسوطين» احتوى هذا الألبوم على أغاني مسلسل «أبو العلا البشري»، كتب كلمات الأغاني الشاعر عبد الرحمن الأبنودي والألحان لعمار الشريعي.[4]
- في آواخر سنة 1986 أصدر ألبوم آخر بعنوان «متلعبوش بالنار» عن أغنيات مسلسل (اللاعب والدمية) كلمات سمير الطاير والألحان محمد قابيل.
- في قلب الليل، 1986
- 1987، ألبوم «زي الهوى» هذا الألبوم ضم أغاني تتر لثلاثة مسلسلات هي «غوايش - اللقا الثاني - الشارع المكسور»، الكلمات من تأليف سيد حجاب والألحان لعمر خيرت.
- 1991، ألبوم «لم الشمل» وكان هذا الألبوم عن حرب الخليج الأولى، الكلمات من تأليف جمال بخيت والألحان لفاروق الشرنوبي.
- 1995، ألبوم «تجيش نعيش»، الكلمات من تأليف سيد حجاب والألحان لياسر عبد الرحمن.
- 1997، ألبوم «مكتوبالي»
- 1998، ألبوم «رمى رمشه» كتب كلمات الألبوم محمد العسيري والألحان لفاروق الشرنوبي،
- 1998، ألبوم «لسة الكلام»
- 1999، ألبوم «ريشة».
- ألبوم يمامة، 2005
- ألبوم حوا وآدم، 2008
- 2011، ألبوم إصحى يناير
- 2012، ألبوم ضحكة وطن
- 2012، ألبوم الملك لك

## الأفلام
- «المغنواتي» تم تصويره سنة 1977 وعرض سنة 1983 الفيلم من إخراج سيد عيسى.
- «أنياب» تم تصويره سنة 1978 وعرض سنة 1981 الفيلم من إخراج محمد شبل.
- «الفتى الشرير» تم تصويره سنة 1987 وعرض سنة 1988 الفيلم من إخراج محمد عبد العزيز.

## مسلسلات
- «يس وبهية» تم عرضه سنة 1982 المسلسل من إخراج كمال الشامي.
- «أبو العلا البشري» تم عرضه سنة 1984 المسلسل من إخراج محمد فاضل (مخرج).
- «اللاعب والدمية ا» تم عرضه سنة 1986 المسلسل من إخراج عادل صادق.
- «الوقف» 1986
- «الباقي من الزمن ساعة» تم عرضه سنة 1987 المسلسل من إخراج هاني لاشين.
- «بوابة الحلواني» هذا المسلسل عرض في أربعة أجزاء الجزء الأول تم عرضه سنة 1991، الجزء الثاني تم عرضه سنة 1993، الجزء الثالث تم عرضه سنة 1996، الجزء الرابع تم عرضه سنة 2001، المسلسل من إخراج إبراهيم الصحن.
- «عصر الفرسان» تم عرضه سنة 1995
- «العودة» 1996
- «رسالة خطرة» تم عرضه سنة 1998 المسلسل من إخراج علوية زكي.
- السائرون نياما تم عرضه سنة ٢٠١٠ من اخراج محمد فاضل

## مسرحيات
- «ليلة من ألف ليلة» تم عرضها سنة 1977 المسرحية من إخراج حسن عبد السلام.
- «زبائن جهنم» (عن رسالة الغفران لأبي العلاء المعري) تم عرضها سنة 1978 المسرحية من إخراج فؤاد الجزايرلي.
- «نوار الخير» تم عرضها سنة 1980 المسرحية من إخراج حسن عبد السلام.
- «انت المطلوب» تم عرضها سنة 1981 المسرحية من إخراج السيد راضي و فتحي عبد الستار.
- «منين أجيب ناس» تم عرضها سنة 1984 المسرحية من إخراج مراد منير.
- «أولاد الشوارع» تم عرضها سنة 1987 المسرحية من إخراج سمير العصفوري.
- «اثنين في قفة» تم عرضها سنة 1993 المسرحية من إخراج مراد منير.
- «عيال تجنن» وكانت من إنتاجه.. تم عرضها سنة 1994 المسرحية من إخراج فيصل عزب.
- «ليلة من ألف ليلة» تم إعادة عرضها سنة 1995 برؤية جديدة، المسرحية من إخراج محسن حلمي.
- «اللهم إجعله خير» تم عرضها سنة 1997 المسرحية من إخراج محسن حلمي.
- «رصاصة في القلب» تم عرضها سنة 1999 المسرحية من إخراج حسن عبد السلام.
- «خايف أقول اللي في قلبي» تم عرضها سنة 2001 المسرحية من إخراج أشرف زكي.
- «منين أجيب ناس» تم إعادة عرضها سنة 2003 برؤية جديدة، المسرحية من إخراج مراد منير.
- «سر الهوى» تم عرضها سنة 2003 المسرحية من إخراج حسن الوزير.
- «يمامة بيضا» 2007 وكانت آخر الأعمال المسرحية للموسيقار عمار الشريعى وهي من تأليف وأشعار جمال بخيت ومن إخراج حسام الدين صلاح.

## أفلام
- «المغنواتى»
- «أنياب»
- «الفتى الشرير»

#### مسلسلات
- الأيام
- الشهد والدموع
- أبو العلا البشرى
- غوايش
- عمر بن عبد العزيز
- هارون الرشيد
- عبد الله النديم
- كفر عسكر
- كناريا
- مسألة مبدأ
- وجع البعاد
- ذئاب الجبل
- المزداوية
- العصيان
- عواصف النساء
- اللقاء التاني
- الليل وآخره
- حدائق الشيطان
- الرحايا
- شيخ العرب همام
- وادى الملوك
- ابن ليل
- مسلسل المال والبنون.

صرح علي الحجار في لقاء تليفزيوني في برنامج الحكاية بتاريخ 21-11-2022 م أنه قام بغناء ما يقرب من 3000 أغنية

## وصلات خارجية
- علي الحجار على موقع الدهليز
- علي الحجار على موقع قاعدة بيانات الأفلام العربية
- علي الحجار على موقع ميوزك برينز (الإنجليزية)
- علي الحجار على موقع ديسكوغز (الإنجليزية)